# Линген (Эмс)
Ли́нген (нем. Lingen) — город в Германии, в земле Нижняя Саксония.
Входит в состав района Эмсланд. Население составляет 55 599 человек (на 31 декабря 2021 года). Занимает площадь 176,13 км².

## История
Впервые Линген упоминается в Средние века (975 г. н.э.).

## Достопримечательности
Линген известен:
- Атомной электростанцией (нем. Kernkraftwerk Lingen) с кипящим ядерным реактором (BWR) мощностью 268 МВт, которая входит в пятерку самых крупных электростанций Германии. В летнее время раз в год на поле перед электростанцией проводится бесплатный фестиваль с участием любительских групп;
- Филиалом университета Оснабрюка с 2000 студентов;
- EMP Merchandising — крупный посылторг субкультурной молодёжной одежды.

В городе есть театр, две спортивно-концертные площадки, дискотека.

## Климат
25 июля 2019 года Линген установил рекорд самой высокой температуры, когда-либо зарегистрированной в Германии — 42,6 °C.

## Демография
| Год  | Население |
| ---- | --------- |
| 1990 | 48 461    |
| 1995 | 51 746    |
| 2000 | 52 163    |
| 2005 | 51 318    |
| 2010 | 51 459    |
| 2021 | 55 599    |

## Города-побратимы
- Белява, Польша
- Бертон-апон-Трент, Англия, Соединенное Королевство
- Эльбеф, Франция
- Мариенберг, Германия
- Сальт, Испания

## Галерея

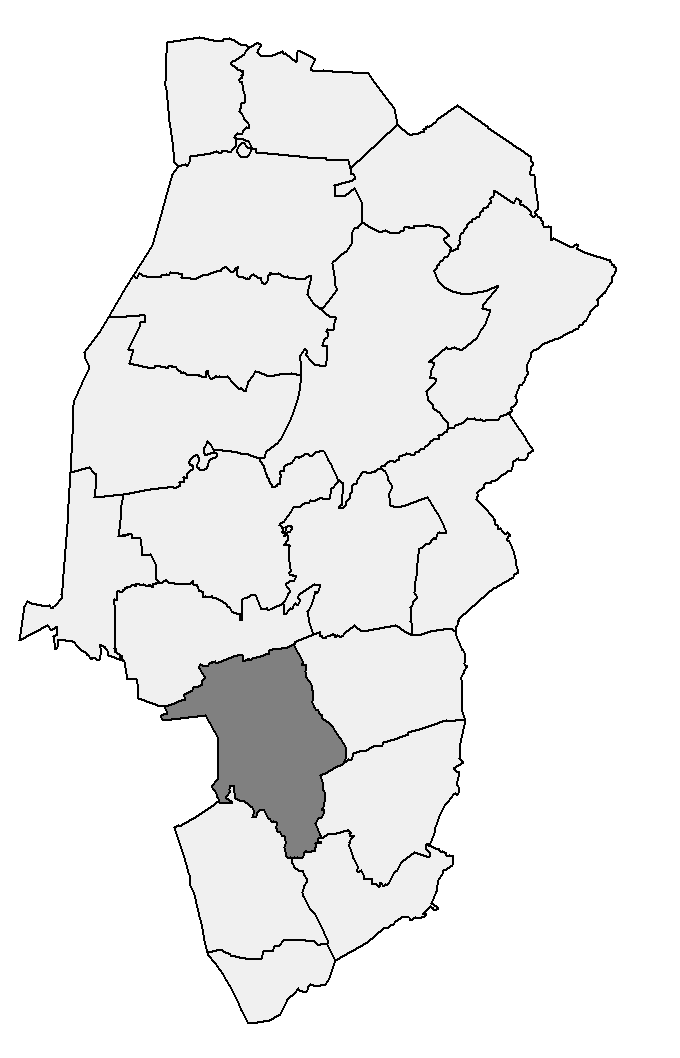
Линген на карте Эмсланда
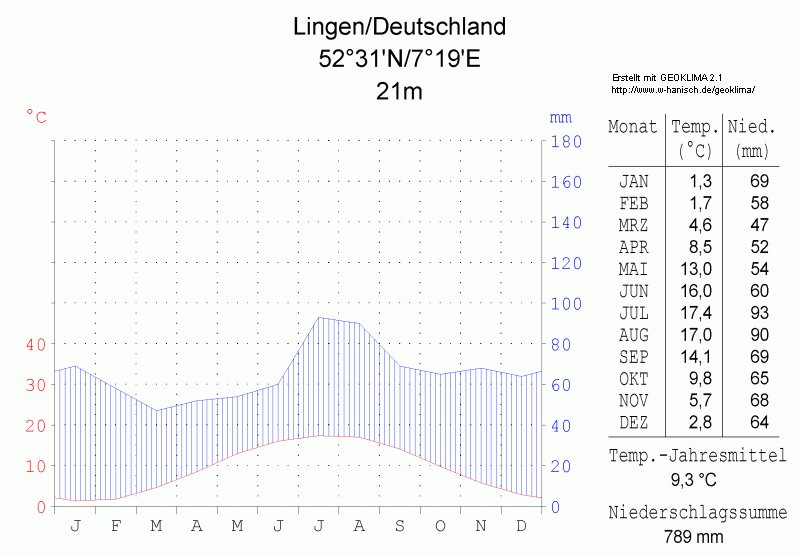
Климатограмма
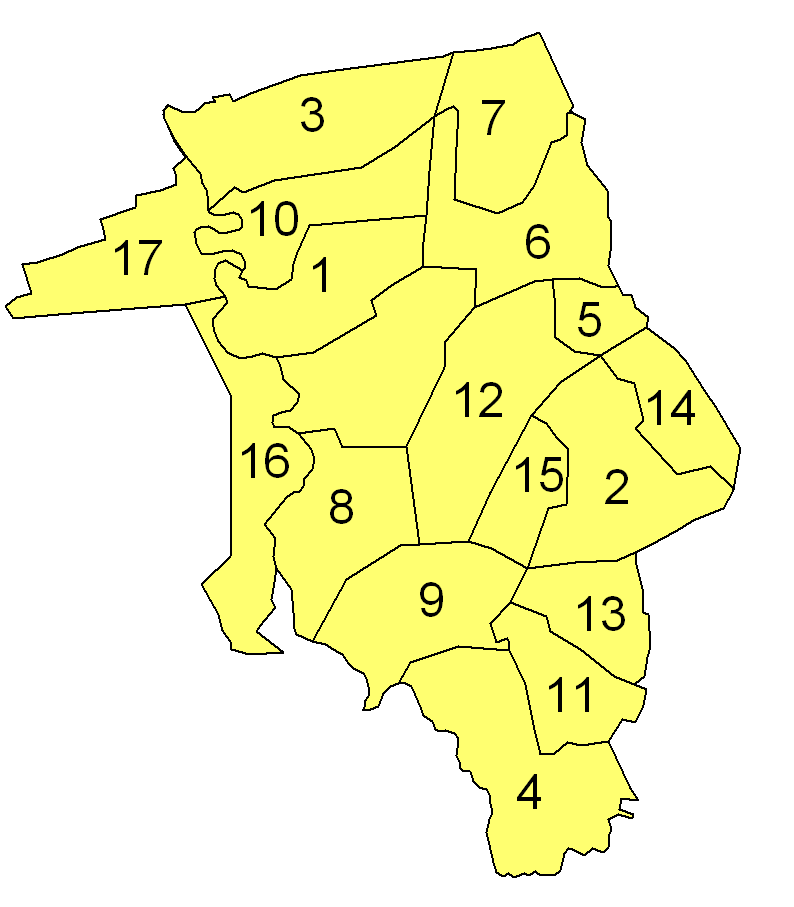
Административное деление
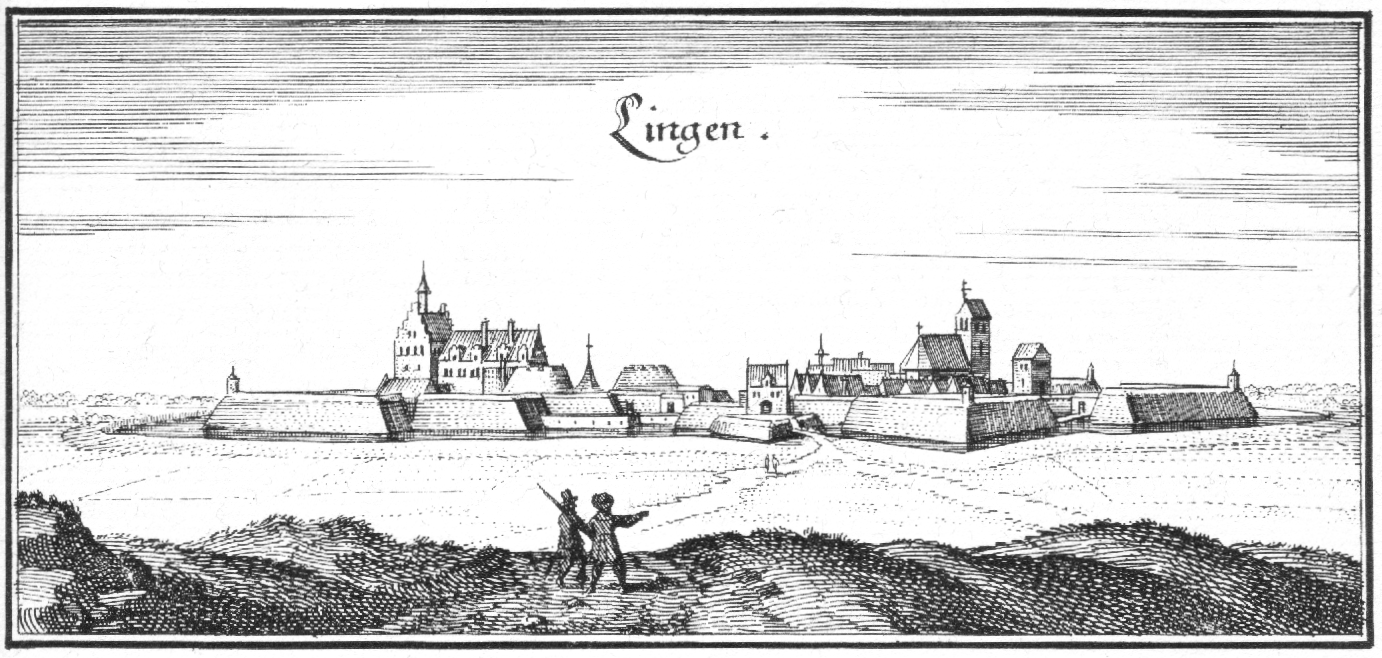
Линген в 1647 году
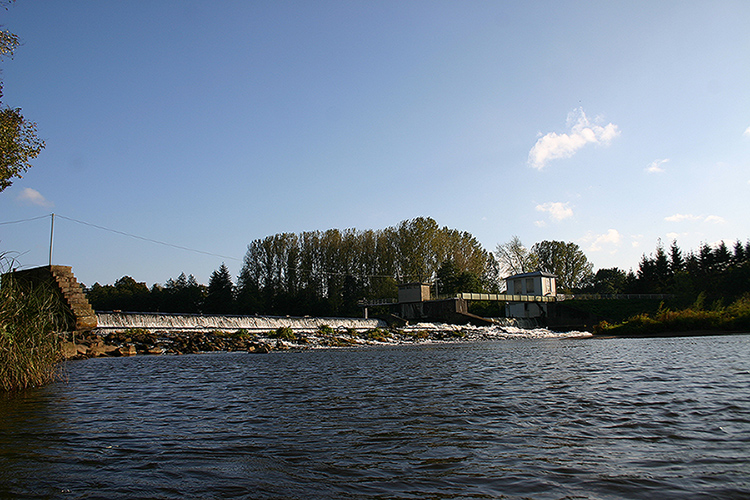
Водопад Эмс в Ханекенфере, у Лингена
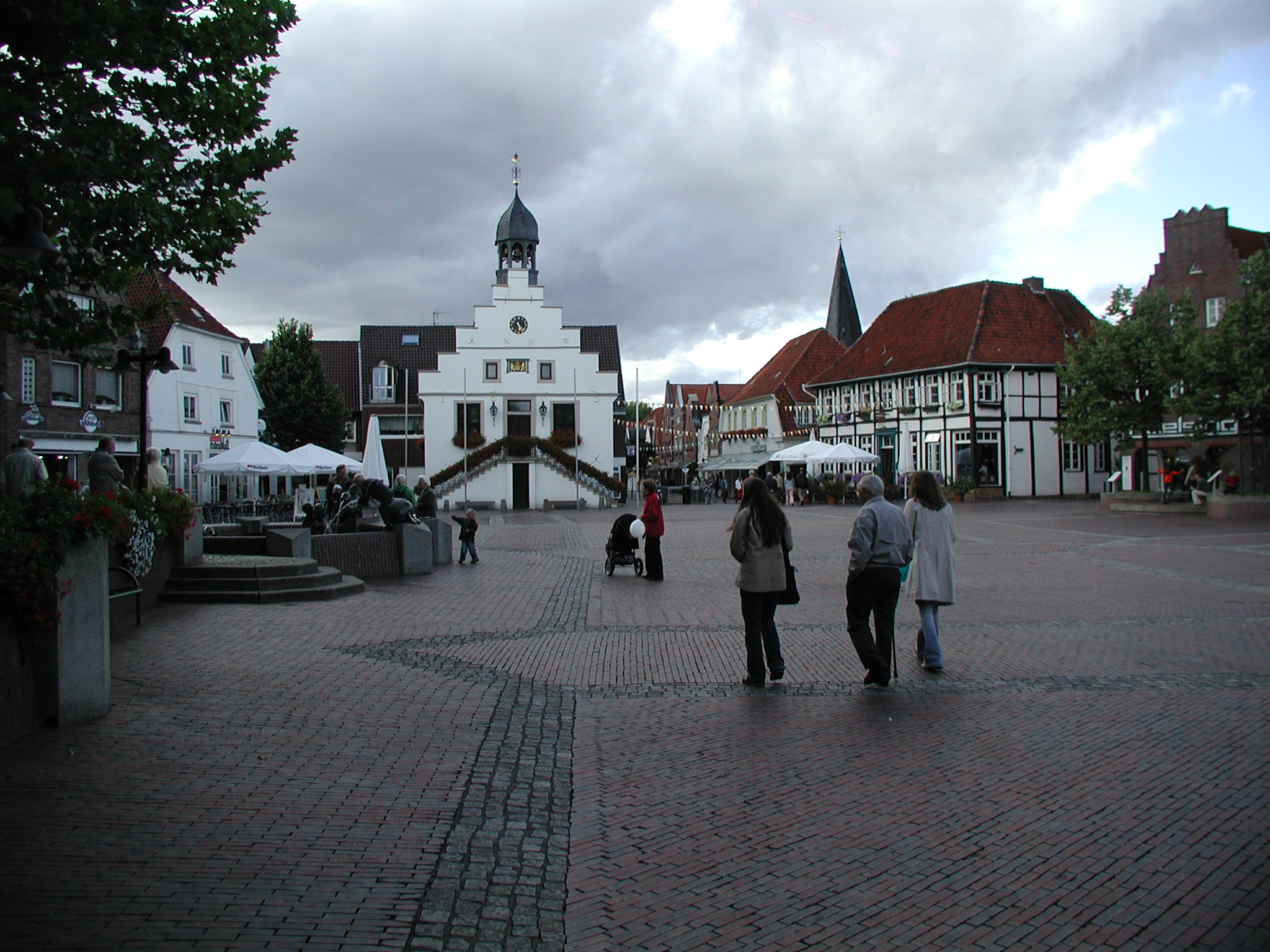
Ратуша
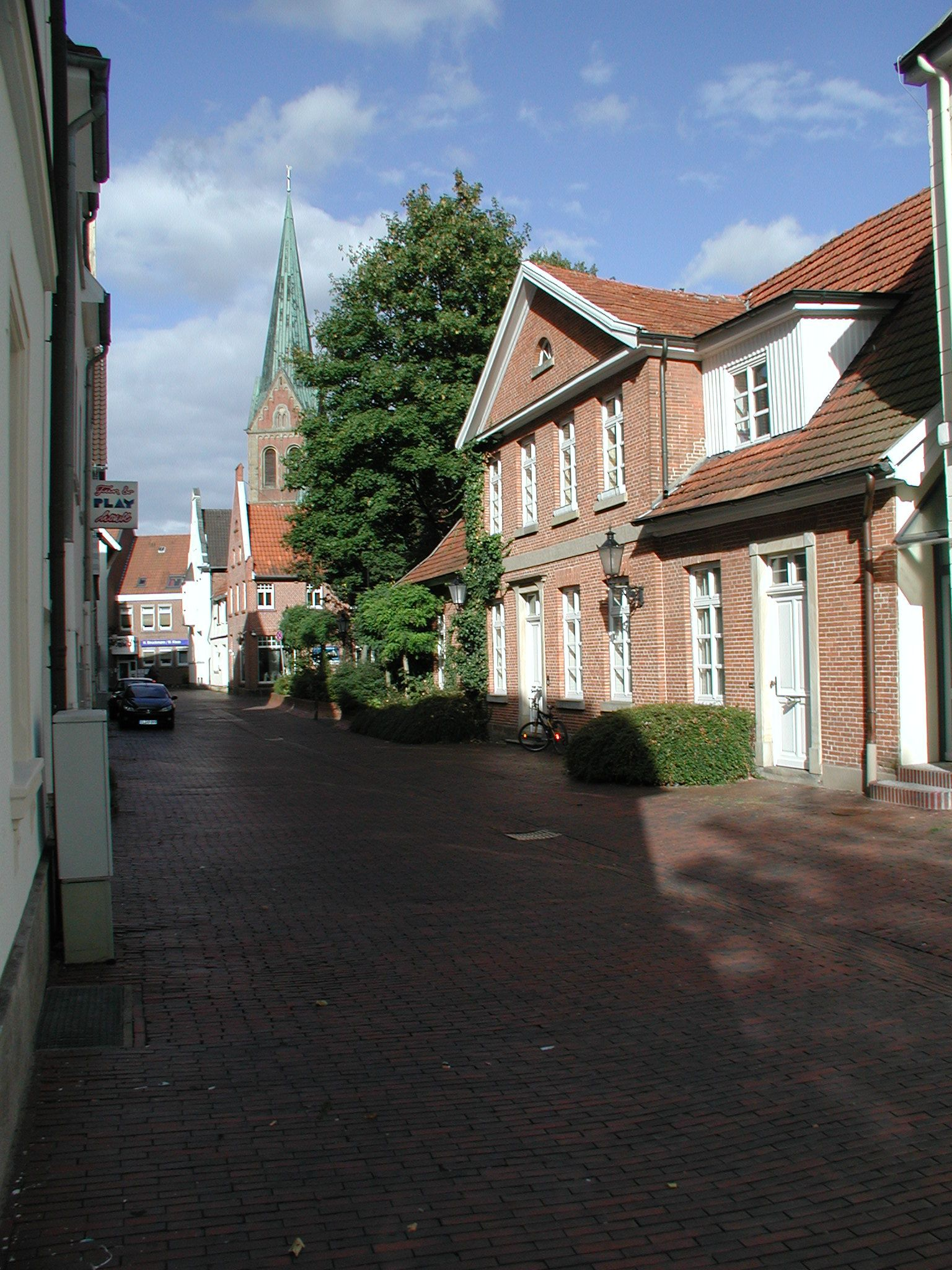
Улица в Старом городе